# Uruguay i olympiska spelen
Uruguay deltog första gången vid olympiska sommarspelen 1924 i Paris och vid olympiska vinterspelen 1998 i Nagano.
Uruguayanska idrottare har totalt erövrat 10 medaljer, med rodd som den mest framgångsrika sporten sett till antalet medaljer. I fotboll har man tagit två guldmedaljer - de enda guldmedaljerna som man har vunnit i någon sport.

## Medaljer
| Guld | Silver | Brons | Totalt antal medaljer |
| ---- | ------ | ----- | --------------------- |
| 2    | 2      | 6     | 10                    |

### Medaljer efter sommarspel
| Spel                                    | Guld        | Silver      | Brons       | Totalt      |
| Paris 1924                              | 1           | 0           | 0           | 1           |
| Amsterdam 1928                          | 1           | 0           | 0           | 1           |
| Los Angeles 1932                        | 0           | 0           | 1           | 1           |
| Berlin 1936                             | 0           | 0           | 0           | 0           |
| London 1948                             | 0           | 1           | 1           | 2           |
| Helsingfors 1952                        | 0           | 0           | 2           | 2           |
| Melbourne 1956 (ryttarspel i Stockholm) | 0           | 0           | 1           | 1           |
| Rom 1960                                | 0           | 0           | 0           | 0           |
| Tokyo 1964                              | 0           | 0           | 1           | 1           |
| Mexico City 1968                        | 0           | 0           | 0           | 0           |
| München 1972                            | 0           | 0           | 0           | 0           |
| Montréal 1976                           | 0           | 0           | 0           | 0           |
| Moskva 1980                             | Deltog inte | Deltog inte | Deltog inte | Deltog inte |
| Los Angeles 1984                        | 0           | 0           | 0           | 0           |
| Seoul 1988                              | 0           | 0           | 0           | 0           |
| Barcelona 1992                          | 0           | 0           | 0           | 0           |
| Atlanta 1996                            | 0           | 0           | 0           | 0           |
| Sydney 2000                             | 0           | 1           | 0           | 1           |
| Aten 2004                               | 0           | 0           | 0           | 0           |
| Peking 2008                             | 0           | 0           | 0           | 0           |
| London 2012                             | 0           | 0           | 0           | 0           |
| Rio de Janeiro 2016                     | 0           | 0           | 0           | 0           |
| Tokyo 2020                              | 0           | 0           | 0           | 0           |
| Paris 2024                              | 0           | 0           | 0           | 0           |
| Totalt                                  | 2           | 2           | 6           | 10          |

### Medaljer efter vinterspelen
| Spel                | Guld        | Silver      | Brons       | Totalt      |
| Nagano 1998         | 0           | 0           | 0           | 0           |
| Salt Lake City 2002 | Deltog inte | Deltog inte | Deltog inte | Deltog inte |
| Turin 2006          | Deltog inte | Deltog inte | Deltog inte | Deltog inte |
| Vancouver 2010      | Deltog inte | Deltog inte | Deltog inte | Deltog inte |
| Sotji 2014          | Deltog inte | Deltog inte | Deltog inte | Deltog inte |
| Pyeongchang 2018    | Deltog inte | Deltog inte | Deltog inte | Deltog inte |
| Peking 2022         | Deltog inte | Deltog inte | Deltog inte | Deltog inte |
| Totalt              | 0           | 0           | 0           | 0           |

### Medaljer efter sporter
| Sport   | Guld | Silver | Brons | Totalt |
| Basket  | 0    | 0      | 2     | 2      |
| Boxning | 0    | 0      | 1     | 1      |
| Cykling | 0    | 1      | 0     | 1      |
| Fotboll | 2    | 0      | 0     | 2      |
| Rodd    | 0    | 1      | 3     | 4      |
| Totalt  | 2    | 2      | 6     | 10     |